# 313 Chaldaea
313 Chaldaea là một tiểu hành tinh kiểu C, ở vành đai chính. Nó có bề mặt tối và có thành phần cấu tạo có lẽ bằng chondrite cacbonat.
Tiểu hành tinh này do Johann Palisa phát hiện ngày 30.8.1891 ở Viên, và được đặt theo tên Chaldea, một vùng thời cổ, nay thuộc miền nam Iraq và Kuwait.